# 柳明昌
柳 明昌（やなぎ あきまさ）は、日本の商法学者。法政大学ボアソナード記念現代法研究所所長等を経て、慶應義塾大学法学部法律学科教授。

## 人物・経歴
1991年東北大学法学部卒業。1994年東北大学大学院法学研究科博士前期課程修了、修士（法学）。筑波大学大学院ビジネス科学研究科准教授、法政大学法学部法律学科教授、法政大学ボアソナード記念現代法研究所所長等を経て、慶應義塾大学法学部法律学科教授。専門は商法、会社法、金融商品取引法。

## 編著書
- 『金融商品取引法の新潮流』法政大学現代法研究所 2016年
- 『プレステップ会社法』弘文堂 2019年